# Regīna Razuma
Regīna Razuma (născută Regīna Vesere; n. 22 septembrie 1951, Riga, Republica Sovietică Socialistă Letonă, URSS – d. 14 mai 2023) a fost o balerină și actriță de teatru și film letonă.

## Biografie
Razuma s-a născut la 22 septembrie 1951 într-o familie numeroasă din orașul Riga ca a patra dintre cele șapte surori. Tatăl ei, Aleksandrs Veseris, era inginer energetician și a deținut o funcție foarte înaltă în Ministerul Comunicațiilor, ocupându-se cu administrarea întregului sistem energetic al Letoniei. Mama ei,  Dzidra Kalniņa, era o pianistă profesionistă, fiind fiica dirijorului Teodors Kalniņš⁠(d) (1890–1962), care a condus Corul Radio din Letonia. Toate cele șapte fete au primit o educație muzicală în copilărie, iar unele au urmat o carieră artistică. Sora ei cea mai mică, Liliana Vesere (căsătorită Siliņa), a fost și ea actriță, jucând în mai multe filme produse de Studioul Cinematografic din Riga. Regīna a studiat la secția de coregrafie a Liceului de Muzică „Emīlas Dārziņas”⁠(d) (1959–1961) și apoi a urmat cursurile Școlii de Coregrafie din Riga⁠(d), pe care le-a absolvit în 1968.
După absolvirea școlii, Regīna Razuma a fost în perioada 1968–1974 balerină a Ansamblului de stat de cântece și dansuri Daile⁠(d), singurul grup profesionist de dansuri populare din Letonia. A fost remarcată de cineaști și a început să joace în filme în 1971, interpretând un rol secundar în filmul Tauriņdeja al lui Oļģerts Dunkers⁠(d), dar a devenit cunoscută doi ani mai târziu în rolul Austra Zīle din filmul Ceplis al lui Rolands Kalniņš⁠(d). În anul 1975 a abandonat cariera de balerină și s-a înscris pentru a urma cursuri de actorie. A studiat la Studioul Național al Actorilor de Film⁠(d) din cadrul Studioului Cinematografic din Riga (1975–1978), unde i-a avut ca profesori pe Rolands Kalniņš și Aina Matīsa, și apoi la secția de teatru a Facultății de Cultură și Arte a Conservatorului de Stat „Jāzeps Vītols” din Letonia⁠(d) (1979–1982). A făcut parte ca actriță din trupa Teatrului Academic de Stat⁠(d) (azi Teatrul Dailes) din Riga (1980–1993), având primul ei rol major în piesa Freken Avsenius a lui Sven Ogord, pusă în scenă în 1981 de Jānis Vītoliņš, iar din toamna anului 1993 a fost cooptată în trupa Teatrului Nou din Riga (1993–2023), debutând pentru acest ultim teatru în spectacolul cu piesa Madame de Sade⁠(d) al lui Yukio Mishima, pus în scenă de regizorul Alvis Hermanis.
A jucat peste 35 de roluri în filme realizate în Letonia și în alte țări, precum și în trei filme de televiziune. După ce a interpretat rolul principal feminin Marija (Marian, iubita lui Robin Hood) în filmul Robina Huda bultas (1975) al regizorului rus Serghei Tarasov, a devenit cunoscută chiar și dincolo de granițele Letoniei și a primit roluri în filmele unor regizori de pe tot teritoriul URSS precum Apmaiņa (1977) al regizorului lituanian Raimondas Vabalas și Cetatea⁠(d) (1978) al regizorului moldovean Vasile Pascaru. A colaborat din nou cu Rolands Kalniņš în filmul Akmeņainais ceļš (1983), ecranizarea romanului omonim din 1939 al lui Vilis Lācis, unde a interpretat-o pe Alise Līviņa, sora personajului principal Roberts Līviņš, iar un an mai târziu a jucat, potrivit opiniei ei, cel mai bun rol al carierei: Evelyn Ewers, un medic militar german, care a fost luată prizonieră la sfârșitul celui de-al Doilea Război Mondial și obligată să trateze un soldat sovietic într-o fermă din Estonia, în filmul estonian Reekviem (1984) al regizorului Olav Neuland. A apărut apoi în mai multe filme, printre care Būris (1993) al lui Anša Epner, în care a interpretat-o pe Edith, soția personajului principal, arhitectul Bērz, și Drosme nogalināt (1993) al debutanților Igors Linga și Aigars Grauba, în care a jucat rolul stripteuzei Sirsniņa, care își sărbătorește ultima apariție într-un club de noapte.
Razuma a fost la începutul anilor 1970 modelul pentru mai multe tablouri ale artistei Maija Tabaka⁠(d) (n. 1939), a cărei cea mai cunoscută lucrare este „Portretul Regīnei Razuma” (1973), care a fost pierdut în Suedia. Ea a fost căsătorită cu artistul grafic Uldi Razum, iar fiul lor, Rem Razum, este avocat, a lucrat în conducerea mai multor companii și a jucat ocazional în filme. A murit în 14 mai 2023, la vârsta de 71 de ani.

## Activitatea teatrală (selecție)
- Jean Anouilh: Ciocârlia — cardinal
- Antonio Buero Vallejo: În întunericul arzător — Dona Pepita
- Anton Cehov: Pescărușul — Irina Arkadina
- Anton Cehov: Unchiul Vania — Marina
- Feodor Dostoievski: Idiotul — Lizaveta Prokofievna Epancina, mama Aglaiei
- Friedrich Dürrenmatt: Vizita bătrânei doamne — polițistul
- Mircea Eliade: Domnișoara Christina — Egor
- Nikolai Gogol: Revizorul — servitoarea
- Jarosław Iwaszkiewicz: Domnișoarele din Wilko — Jola
- Yukio Mishima: Madame de Sade⁠(d) — contesa de Senfona
- Luigi Pirandello: Henric al IV-lea — marchiza Matilda Spina
- William Shakespeare: Regele Lear
- Stendhal: Despre dragoste — model
- Tom Stoppard: Arcadia — Hannah Jarvis
- Lev Tolstoi: Cadavrul viu — Anna Karenina
- Ivan Turgheniev: O lună la țară⁠(d) — Lizaveta Bogdanova, guvernanta
- Oscar Wilde: Portretul lui Dorian Gray — lordul Henry „Harry” Wotton
- Tennessee Williams: Menajeria de sticlă — Amanda

## Filmografie
| An        | Titlu                                                                          | Rol                                                        | Observații                                          |
| --------- | ------------------------------------------------------------------------------ | ---------------------------------------------------------- | --------------------------------------------------- |
| 1971      | Tauriņdeja                                                                     | Soņa (rol secundar)                                        | debutul cinematografic                              |
| 1973      | Ceplis                                                                         | Austra Zīle                                                | dublată de Lilita Ozoliņa⁠(d)                        |
| 1974      | Pieskāriens                                                                    | rol secundar                                               |                                                     |
| 1974      | Piejūras klimats                                                               | Daina                                                      |                                                     |
| 1974      | Uzticamais draugs Sančo                                                        | stewardesa (rol secundar)                                  |                                                     |
| 1975      | Robina Huda bultas                                                             | Marija                                                     |                                                     |
| 1976      | Stāsts par diviem kareivjiem (Повесть о двух солдатах)                         | rol secundar                                               | Uzbekfilm/За игрални филм (Bulgaria)                |
| 1976      | Tāda viņa, spēle, ir (Такая она, игра)                                         | Inga                                                       | Studioul A. Dovjenko                                |
| 1977      | Apmaiņa (Mainai)                                                               | Stase                                                      | Studioul de Film Lituanian                          |
| 1978      | Cietoksnis (Cetatea⁠(d)                                                         | Amālija fon Ērliha                                         | Moldova-Film                                        |
| 1979      | Akvanauti (Акванавты)                                                          | tehniciana Ellija                                          | Studioul M. Gorki                                   |
| 1979      | Nepabeigtās vakariņas                                                          | Charlotte Palmgren                                         | film TV                                             |
| 1979      | Gaidiet „Džonu Graftonu”                                                       | rol secundar                                               |                                                     |
| 1980      | Trīs dienas pārdomām                                                           | favorita lui Lingermaņ, rol secundar                       | film TV                                             |
| 1981      | Atcerēties vai aizmirst                                                        | Kretova                                                    |                                                     |
| 1981      | Tiesības uz šāvienu (Право на выстрел)                                         | anchetatoarea                                              | Studioul M. Gorki                                   |
| 1982      | „Butterfly” atgriešanās (Возвращение Баттерфляй)                               | sora Solomiei Krușelnițkaia⁠(d), rol secundar (nemenționat) | Studioul A. Dovjenko                                |
| 1982      | Tarāns                                                                         | rol secundar                                               |                                                     |
| 1983      | Noslēgtais aplis (Suletud ring)                                                | Brigita                                                    | Tallinnfilm                                         |
| 1983      | Akmeņainais ceļš                                                               | Alise                                                      |                                                     |
| 1983      | Lurihs (Lurich)                                                                | Anna                                                       | Tallinnfilm                                         |
| 1983      | Lidojums pāri Atlantijas okeānam (Skrydis per Atlantą)                         | rol secundar (nemenționat)                                 | Studioul de Film Lituanian                          |
| 1984      | Vilku likumu laikos (Hundiseaduse aegu)                                        | Līza Pezentaka                                             | Tallinnfilm                                         |
| 1984      | Rekviēms (Reekviem)                                                            | Evelīna Eversa                                             | Tallinnfilm                                         |
| 1984      | Vecā brīnumdara pasakas (Сказки старого волшебника)                            | Zâna cea bună                                              | Studioul de film Odesa                              |
| 1985      | Banda (Bande)                                                                  | Eloīza                                                     | Tallinnfilm                                         |
| 1985      | Svešs gadījums                                                                 | Žeņa                                                       | film TV                                             |
| 1986      | Pēdējā reportāža                                                               | Birgita                                                    | film TV                                             |
| 1987      | Apstākļu sakritība                                                             | soția lui Janson                                           |                                                     |
| 1988      | Nāru sēkļi (Näkimadalad)                                                       | Matilde                                                    | Tallinnfilm, miniserial TV                          |
| 1989      | Nepamet (Не покидай...)                                                        | Otīlija                                                    | Belarusfilm                                         |
| 1989      | Dzīvīte                                                                        | doamna Stankēvič                                           | film TV                                             |
| 1989      | Tapers                                                                         | Janīna                                                     |                                                     |
| 1990      | Dvēseles aizvējā                                                               | soția lui Strepetov                                        | studioul „AL KO”                                    |
| 1991      | Suns, kas mācēja dziedāt                                                       | Ingrida Kenona                                             | studioul „AL KO" asociația de creație Ekran (Rusia) |
| 1991      | Depresija                                                                      | soția lui Raus                                             | studioul Dekrim                                     |
| 1992      | Šopēna noktirne (Ноктюрн Шопена)                                               | rol secundar                                               | Rusia/SUA                                           |
| 1993      | Būris                                                                          | soția lui Raus                                             | studioul „AVE"                                      |
| 1993      | Drosme nogalināt                                                               | Sirsniņa                                                   | „Starp Eiropu un Honkongu”                          |
| 1999      | Kaķis krīt uz četrām kājām (Kass kukub käppadele)                              | Regina                                                     | Exitfilm (Estonia)                                  |
| 1999      | Kāzas                                                                          | soacra                                                     | studioul „Kaupo”                                    |
| 2000      | Pa ceļam aizejot                                                               | Vera                                                       | studioul „Kaupo”                                    |
| 2001      | Klupiens                                                                       | Alise                                                      | studioul „F.O.R.M.A”                                |
| 2002      | Kamenska-2, ep. 4 (Каменская-2)                                                | secretara lui Knepke                                       | serial TV (Rusia)                                   |
| 2004      | Es mīlu jūsu meitu!                                                            | mama miresei                                               | studioul „Mēmais šovs"                              |
| 2007      | Rūgtais vīns                                                                   | Regīna                                                     | studioul „Platforma"                                |
| 2008      | Amatieris                                                                      | mama lui Viktor                                            | film produs de Red Cats Film Studio                 |
| 2013-2014 | Eņģeļu iela 9. Pelnrušķītes mantojums                                          | Dagnija Celmiņa                                            | serial TV (Letonia)                                 |
| 2018      | Homo novus                                                                     | doamna Melmaņa                                             | Film Angels Productions                             |
| 2022      | Ārčijs un Nellija, jeb kā uzlabot dzīves kvalitāti un nodzīvot līdz 100 gadiem | Nellija                                                    | White Picture                                       |

## Premii și nominalizări

### Premii câștigate
- 2007 — Premiul „Lielais Kristaps⁠(d)” — pentru rolul din filmul Rūgtais vīns⁠(d) regizat de Rolands Kalniņš⁠(d)[6][12][13]
- 2009 — Premiul „Spēlmaņu nakts⁠(d)” pentru cea mai bună actriță de teatru în rol secundar pentru rolurile Dorota din piesa Sala (r. M. Ķimele) și Anita Burtānes din piesa Bračkas (r. R. Vaivars)[6][12]
- 2020 — Premiul „Lilita Bērziņa”[12]

### Nominalizări
- 1996 — nominalizare la Premiul „Spēlmaņu nakts⁠(d)” pentru cea mai bună actriță de teatru în rol secundar pentru rolul Arkadina din piesa Pescărușul de Cehov (r. A. Hermanis)[12]
- 2009 — nominalizare la Premiul „Lielais Kristaps⁠(d)” — pentru rolul din filmul Amatieris⁠(d) regizat de Jānis Nords[12][13]